# Lortzing (Schiff, 1928)
Lortzing war der Name eines Fahrgastschiffes in Deutschland.

## Geschichte
Die Lortzing wurde 1928 bei Pohl & Jozwiak in Hamburg gebaut. Sie wurde auf der Hamburg-Blankenese-Este-Linie eingesetzt, die ab 1963 zur HADAG gehörte. 1969 erwarb Franz Paszotta aus Berlin, der auch schon die Mozart aus Hamburg nach Berlin geholt hatte, die Lortzing, die damals für den Transport von 200 Personen zugelassen war. Paszotta gehörte der Interessengemeinschaft Personenschiffahrt Berlin West an und besaß außer der Lortzing und der Mozart keine weiteren Schiffe. Laut Kurt Groggert konnte er seine Neuerwerbung in Berlin nicht nutzen. Einen Grund dafür gibt Groggert nicht an, ein späterer Schiffsführer berichtete allerdings, dass das Schiff „eine Reaktion wie eine Scheunenwand“ gehabt habe.
Die Lortzing wurde dann offenbar nach Lübeck weiterverkauft und unter dem Namen Lübscher Adler von der Fahrgastschiffahrt Manfred Quandt betrieben. Damals war das Schiff noch für 156 Personen zugelassen und mit einer 90-PS-Maschine versehen. Als Maße für die Zeit in Lübeck werden angegeben: Länge 25 m, Breite 6 m und Tiefgang 1,30 m. 
1977 folgte ein weiterer Besitzer- und Namenswechsel: Das Schiff kam zu P. Meyer nach Braunschweig und wurde auf Brunswik oder Brunswiek umgetauft. Wenige Jahre später ging es als New Orleans nach Hannover, wo es als Partyschiff im Stichkanal Hannover-Linden sank, aber auf der Marina Lohnde repariert werden konnte. Es ging dann in private Hände über und wurde auf den Namen Albert L. getauft. Das Schiff ist (Stand: 2021) noch unter dem Namen Albert L. in Fahrt, seine Länge wird mittlerweile mit 23 m angegeben.